# Marsaskala
Marsaskala est une localité de Malte d'environ 12 000 habitants, située dans le sud-est de Malte, lieu d'un conseil local (Kunsilli Lokali) compris dans la région (Reġjun) Nofsinhar.

## Origine

### Toponymie
Comme toutes les villes dont le nom est composé de Marsa signifiant « havre », elle se trouve au fond d'une baie abritée propice à la protection des bateaux.
Marsa signifie port en arabe. Les villes qui comportent marsa sont des villes portuaires.

## Paroisse

### Église

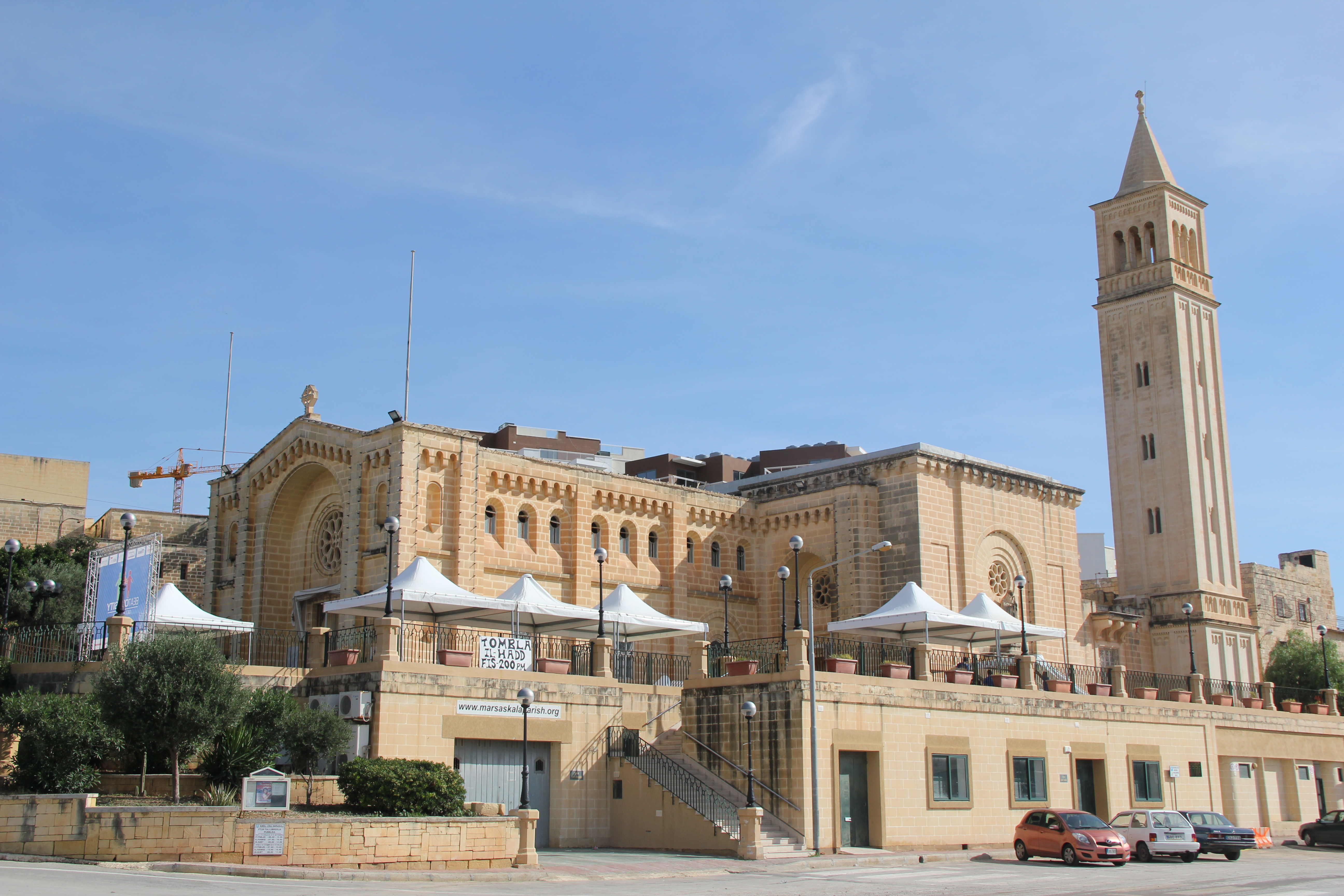
Église Sainte-Anne de Marsaskala
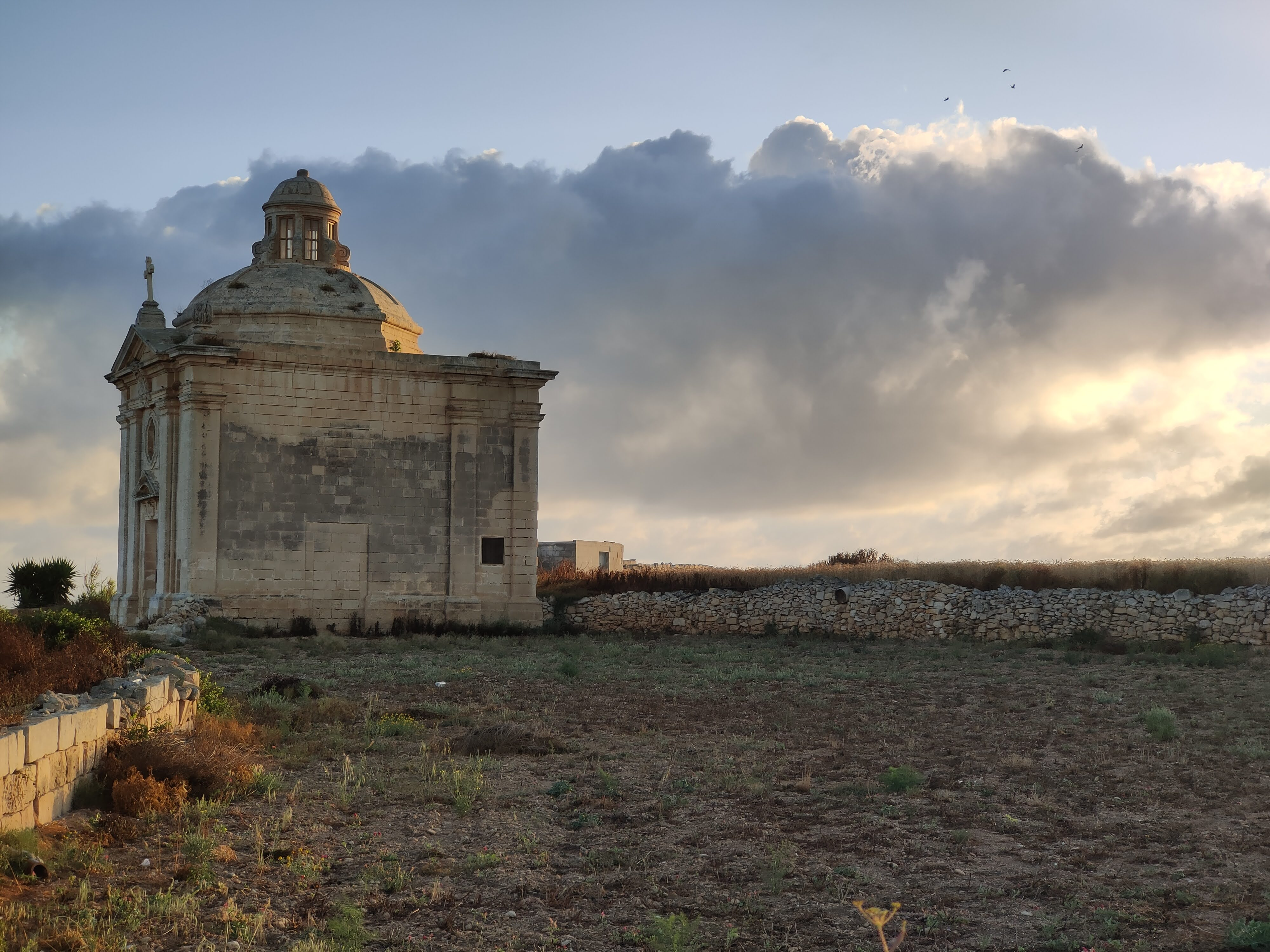
Chapelle Saint-Nicolas

- Église Saint-Antoine
- Église du Saint-Rosaire
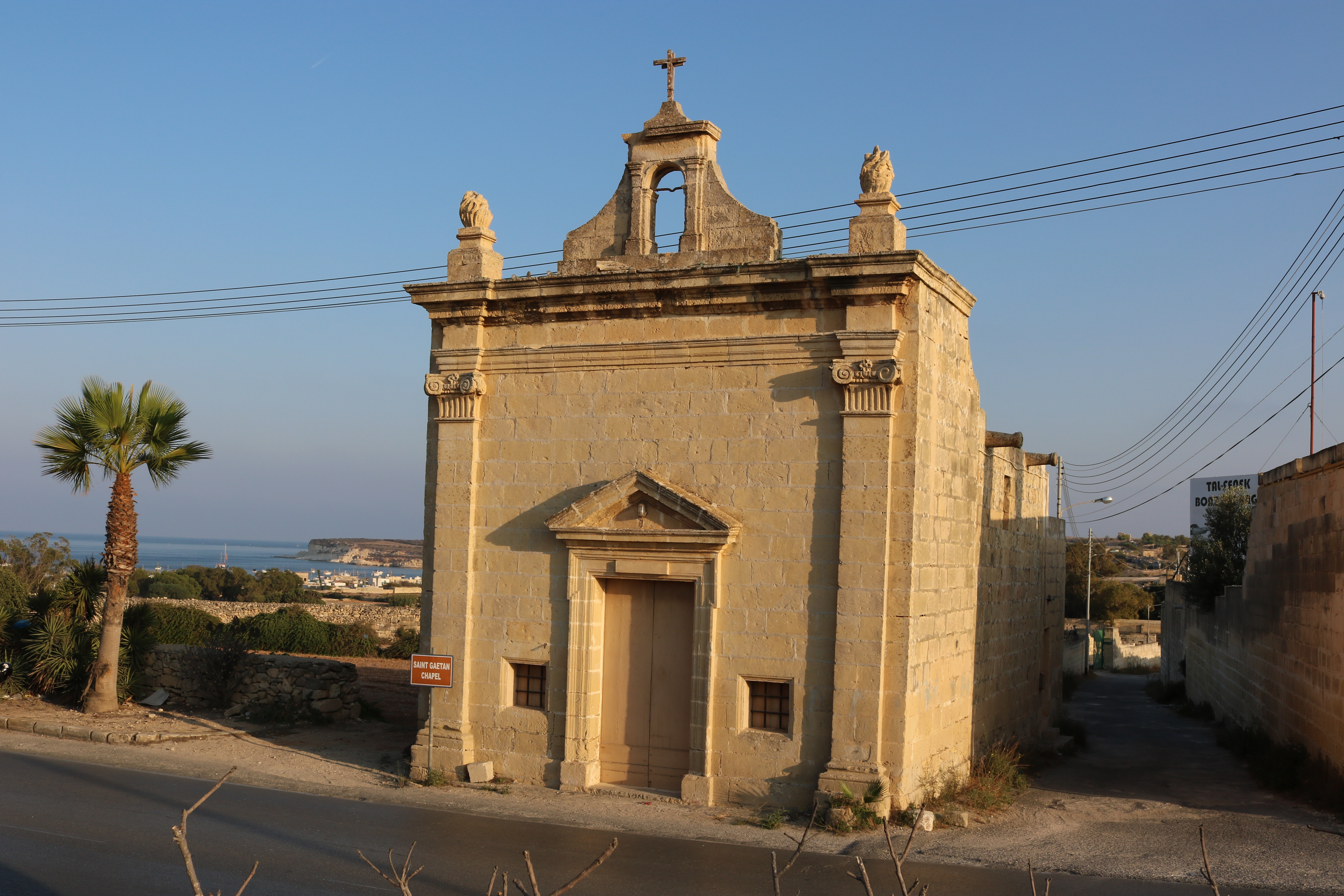
Église Saint-Gaétan-de-Thiène

- Église Sainte-Anne de Marsaskala
- Chapelle Saint-Nicolas
- Chapelle Saint-Gaétan-de-Thiène-de-Thiène

## Histoire
Les chevaliers de l'ordre de Saint-Jean de Jérusalem protégeaient la baie au nord par la tour de Zonqor et au sud par la tour fortifiée Saint-Thomas.

## Géographie
Marsaskala s'est développée autour du petit port de la baie de Marsaskala. La baie est abritée au nord par la pointe de Zonqor, l'extrémité orientale de Malte, et au sud par les hauteurs de Il-Hamrija.
|        | Żabbar     |                  |
| Żejtun | Marsakala  | Mer Méditerranée |
|        | Marsaxlokk |                  |

## Jumelage
Marsaskala fait partie du Douzelage depuis 2009 :
| Ville | Ville           | Pays | Pays        |
| ----- | --------------- | ---- | ----------- |
|       | Agros           |      | Chypre      |
|       | Altée           |      | Espagne     |
|       | Bad Kötzting    |      | Allemagne   |
|       | Bellagio        |      | Italie      |
|       | Bundoran        |      | Irlande     |
|       | Chojna          |      | Pologne     |
|       | Commune de Türi |      | Estonie     |
|       | Granville       |      | France      |
|       | Holstebro       |      | Danemark    |
|       | Houffalize      |      | Belgique    |
|       | Judenburg       |      | Autriche    |
|       | Karkkila        |      | Finlande    |
|       | Kőszeg          |      | Hongrie     |
|       | Meerssen (en)   |      | Pays-Bas    |
|       | Niederanven     |      | Luxembourg  |
|       | Prienai         |      | Lituanie    |
|       | Préveza         |      | Grèce       |
|       | Sesimbra        |      | Portugal    |
|       | Sherborne       |      | Royaume-Uni |
|       | Sigulda         |      | Lettonie    |
|       | Siret           |      | Roumanie    |
|       | Sušice          |      | Tchéquie    |
|       | Tryavna         |      | Bulgarie    |
|       | Zvolen          |      | Slovaquie   |
|       | Škofja Loka     |      | Slovénie    |

## Sources
- (mt) Alfie Guillaumier, Bliet u Rħula Maltin (Villes et villages maltais), Klabb Kotba Maltin, Malte, 2005.
- (en) Juliet Rix, Malta and Gozo, Brad Travel Guide, Angleterre, 2013.
- Alain Blondy, Malte, Guides Arthaud, coll. Grands voyages, Paris, 1997.